# Ginny Duenkel
Virginia ("Ginny") Ruth Duenkel (Orange, 7 de março de 1947) é uma ex-nadadora dos Estados Unidos. Ganhadora de uma medalha de ouro nos Jogos Olímpicos de Tóquio em 1964.
Entrou no International Swimming Hall of Fame em 1985.